# Jorge Mario Quinzio Figueiredo
Jorge Mario Quinzio Figueiredo (18 de septiembre de 1918 - Santiago, 22 de abril de 2014) fue un catedrático de universidad y diplomático chileno.

## Curriculum
En 1945 fue licenciado como abogado en la Facultad de Derecho de la Universidad de Chile.
- Fue Intendente de Arauco.
- Trabajó en Ministerios de Transporte y Obras Públicas.
- De 1971 hasta el Golpe de Estado en Chile de 1973 fue Embajador en Panamá.
- Desde 1947 hizo clases en la Facultad de Derecho de la Universidad de Chile, además en las Universidad de Talca, Universidad de Atacama Andrés Bello, República, Universidad del Mar.
- fue Consejero del Colegio de Abogados A.G
- Desde el 21 de julio de 1978 perteneció al Grupo de Estudios Constitucionales.
- En 1979 participó en la fundación del Movimiento Social Demócrata, del cual fue presidente.[1]

## Obra
- “Para hablar de una Constitución Política hay que fundamentar el por qué en forma seria, profunda, concreta…”
- “Las leyes más sabias legan a ser las más funestas cuando no se acompañan a las ideas y a las costumbres de los hombres que han de practicarlas”.
- ”Es necesario implantar la doctrina de la iniciativa popular”.
- “Si los ciudadanos desean una legislación que sus representantes no inician, tengan la oportunidad de pedirla”.
- “La Carta del `80 no cumplió requisitos de ser la expresión de un gran acuerdo democrático. Por el contrario, fue generada en forma antidemocrática e ilegítima. Se acató porque fue un hecho que formó parte de la realidad, ajeno a que se aceptara la expresión válida, soberana del pueblo”.
- Del grupo de los 24: Base fundamental de la Reforma Constitucional, bajo un régimen de plena vigencia del derecho y de las libertades públicas, que una Asamblea Constituyente, ampliamente representada de todos los sectores y tendencias nacionales, estudie el proyecto en público debate, que el pueblo sea llamado a pronunciarse libre e informado sobre las principales alternativas que emanen de este estudio”.[2]